# 24Baby
24baby is van oorsprong een Nederlandse platform voor (aanstaande) ouders. De website 24baby.nl bestaat sinds 2013. In 2019 heeft 24baby een succesvolle app gelanceerd met een actieve community van (aanstaande) ouders. Sinds 2021 is 24baby actief in Duitsland en sinds 2023 ook in Vlaanderen.

## Geschiedenis
In januari 2013 verscheen de eerste versie van 24baby online en in maart van dat jaar was de officiële lancering van de website. Op dat moment bestond deze uit een combinatie van informatieve artikelen en een traditionele blog. De website onderscheidde zich van andere zwangerschapswebsites door betrouwbare informatie op een eenvoudige manier te presenteren. In 2014 verdwenen de nieuwsartikelen van de blog en richtte 24baby zich vrijwel exclusief op tijdloze informatieve content. 
De website kon de eerste jaren hard groeien omdat het de eerste website was die informatie over zwangerschap ook voor bezoekers op een mobiele telefoon beschikbaar maakte. In juli 2017 verscheen een nieuwe versie van de website en een jaar later werd hieraan in samenwerking met het Groot voornamenboek 2018 ook een database met duizenden babynamen toegevoegd. 
In 2018 werd een innovatieve manier van het verzenden van nieuwsbrieven geïntroduceerd, waarbij (aanstaande) ouders content ontvangen op basis van de fase waar zij op dat moment in zitten. In een paar jaar tijd zijn de nieuwsbrieven uitgegroeid tot een begrip onder zwangere vrouwen. Op 30 januari 2021 is 24baby door de grens van 100.000 volgers op Facebook gegaan.

## 24baby app
In juli 2019 lanceerde 24baby een app die beschikbaar is op iPhone en Android. Met deze app kunnen (aanstaande) ouders de ontwikkelingen rondom hun zwangerschap en baby volgen en met elkaar in contact komen. Sinds de lancering is de app al meer dan 300.000 keer gedownload. De app won in 2020 en 2022 de ‘Beste App van het Jaar Award’ van techplatform Emerce.

## 24baby breidt internationaal uit
In 2021 heeft 24baby een eerste stap naar het buitenland gezet met de lancering van haar Duitse website, 24baby.de. Het doel van deze website blijft hetzelfde, namelijk betrouwbare informatie over alles rondom de zwangerschap en het ouderschap delen, alleen nu met (aanstaande) ouders in Duitsland.
In 2023 is 24baby ook uitgebreid naar Vlaanderen met de lancering van 24baby.be en de optie voor Vlaamse app gebruikers om Vlaamse content te zien en lid te worden van een lokale community met alleen Vlamingen. 

## Vaderschapskalender
In juni 2019 lanceerde 24baby, in samenwerking met auteur Willem Bisseling, de ‘Vaderschapskalender’. Met het idee dat bijna alle informatie rond de zwangerschap gericht is op de vrouw, is er speciaal voor vaders de vaderschapskalender ontwikkeld. In deze kalender lezen partners vanuit hun perspectief onder andere over de groei van de baby, hoe het lichaam van hun vrouw verandert en waar zij allemaal aan kunnen denken tijdens de zwangerschap. De vaderschapskalender van 24baby is de eerste en enige vaderschapskalender over de zwangerschap in Nederland.

## Onderzoek & publiciteit
Regelmatig voert 24baby onderzoeken uit onder hun bezoekers. Deze onderzoeken halen de landelijke pers en worden daarnaast veel gedeeld door verloskundigen en tijdschriften. 
- In 2016 over het combineren van borstvoeding en werk: Borstvoedingsrechten geschonden op de werkvloer. Dit verscheen in diverse media, waaronder RTL Nieuws.[9][10]
- In 2017 over online privacy: Zestig procent van de ouders bezorgd om online privacy van kind.[11][12]
- In 2018 werd in samenwerking met het Reinier de Graaf Gasthuis onderzocht hoe vrouwen de bevalling ervaren: Partner krijgt dikke 10 voor ondersteuning tijdens de bevalling.[13][14]
- In juli 2020 werd in samenwerking met kenniscentrum Rutgers onderzocht wat (aanstaande) ouders van de nieuwe regeling rondom aanvullend geboorteverlof vinden en of zij hier gebruik van zouden maken. Naar aanleiding hiervan werd de ‘Verlofplanner’ gelanceerd om ouders hierbij te ondersteunen.[15][16]
- In februari 2021 werd de eerste ‘Mama Monitor’ van 24baby uitgebracht: een jaarlijks rapport over het koopgedrag en de koopkracht van zwangere vrouwen.[17]

## Prijzen en waardering
Op 25 november 2015 werd 24baby verkozen tot de beste website in de categorie gezondheid bij de Website van het Jaar verkiezing. Ook in 2016 en 2017 zou 24baby deze publieksprijs winnen. In 2018 kreeg 24baby van haar bezoekers een gemiddelde score van 9,44 voor het ontwerp, inhoud en de navigatie. Ook kreeg het een NPS-score van 70. Gegevens op basis van rapportage Multiscope n.a.v. Website van het Jaar-verkiezing. In 2020 en 2022 werd de app van 24baby verkozen tot de beste app van het jaar.